# ماتئوس ایساهاکیان
ماتئوس ایساهاکیان (انگلیسی: Matevos Isaakyan؛ زادهٔ ۱۷ آوریل ۱۹۹۸) راننده مسابقه‌ای، و راننده خودروی مسابقه‌ای اهل روسیه است.